# Championnat d'Amérique du Nord et des Caraïbes féminin de handball 2019
Navigation
Porto Rico 2017 États-Unis 2021
Le Championnat d'Amérique du Nord et des Caraïbes 2019 est la 3e édition de cette compétition. Elle s'est déroulée du 28 mai au 2 juin 2019 à Mexico au Mexique.
Cuba remportent pour la compétition pour la seconde fois et obtient ainsi sa qualification pour le Championnat du monde 2019.

## Tour préliminaire

### Groupe A
|   | Équipe                 | Pts | J | G | N | P | Bp | Bc | Diff |
| - | ---------------------- | --- | - | - | - | - | -- | -- | ---- |
| 1 | Porto Rico             | 4   | 2 | 2 | 0 | 0 | 59 | 52 | 7    |
| 2 | République dominicaine | 2   | 2 | 1 | 0 | 1 | 56 | 57 | -1   |
| 3 | Mexique                | 0   | 2 | 0 | 0 | 2 | 68 | 74 | -6   |

| 28 May 2019 18h00 | République dominicaine | 38 – 34 | Mexique | Centro Deportivo Olímpico Mexicano, Mexico |
| 28 May 2019 18h00 | (20–13)                |         |         | Centro Deportivo Olímpico Mexicano, Mexico |

| 29 May 2019 18h00 | Porto Rico | 36 – 34 | Mexique | Centro Deportivo Olímpico Mexicano, Mexico |
| 29 May 2019 18h00 | (17–17)    |         |         | Centro Deportivo Olímpico Mexicano, Mexico |

| 30 May 2019 18h00 | République dominicaine | 18 – 23 | Porto Rico | Centro Deportivo Olímpico Mexicano, Mexico |
| 30 May 2019 18h00 | (9–9)                  |         |            | Centro Deportivo Olímpico Mexicano, Mexico |

### Groupe B
|   | Équipe     | Pts | J | G | N | P | Bp | Bc  | Diff |
| - | ---------- | --- | - | - | - | - | -- | --- | ---- |
| 1 | Cuba       | 6   | 3 | 3 | 0 | 0 | 82 | 55  | 27   |
| 2 | Groenland  | 3   | 3 | 1 | 1 | 1 | 84 | 68  | 16   |
| 3 | États-Unis | 3   | 3 | 1 | 1 | 1 | 85 | 70  | 15   |
| 4 | Canada     | 0   | 3 | 0 | 0 | 3 | 59 | 117 | -58  |

| 28 May 2019 14h00 | États-Unis | 22 – 22 | Groenland | Centro Deportivo Olímpico Mexicano, Mexico |
| 28 May 2019 14h00 | (10–9)     |         |           | Centro Deportivo Olímpico Mexicano, Mexico |

| 28 May 2019 16h00 | Cuba   | 30 – 17 | Canada | Centro Deportivo Olímpico Mexicano, Mexico |
| 28 May 2019 16h00 | (16–7) |         |        | Centro Deportivo Olímpico Mexicano, Mexico |

| 29 May 2019 14h00 | Canada  | 21 – 42 | États-Unis | Centro Deportivo Olímpico Mexicano, Mexico |
| 29 May 2019 14h00 | (12–22) |         |            | Centro Deportivo Olímpico Mexicano, Mexico |

| 29 May 2019 16h00 | Groenland | 17 – 25 | Cuba | Centro Deportivo Olímpico Mexicano, Mexico |
| 29 May 2019 16h00 | (11–12)   |         |      | Centro Deportivo Olímpico Mexicano, Mexico |

| 30 May 2019 14h00 | Canada  | 21 – 45 | Groenland | Centro Deportivo Olímpico Mexicano, Mexico |
| 30 May 2019 14h00 | (10–26) |         |           | Centro Deportivo Olímpico Mexicano, Mexico |

| 30 May 2019 16h00 | États-Unis | 21 – 27 | Cuba | Centro Deportivo Olímpico Mexicano, Mexico |
| 30 May 2019 16h00 | (11–12)    |         |      | Centro Deportivo Olímpico Mexicano, Mexico |

## Matchs de classement
|  | Demi-finale de classement | Demi-finale de classement | Demi-finale de classement | Demi-finale de classement |            |    | Match pour la 5e place | Match pour la 5e place | Match pour la 5e place | Match pour la 5e place |
|  |                           |                           |                           |                           |            |    |                        |                        |                        |                        |
|  |                           |                           |                           |                           |            |    | 29 janvier             |                        |                        |                        |
|  |                           |                           |                           |                           |            |    |                        |                        |                        |                        |
|  |                           |                           |                           |                           |            |    |                        |                        |                        |                        |
|  |                           |                           |                           |                           |            |    |                        |                        |                        |                        |
|  | États-Unis                | États-Unis                | 33                        | 33                        |            |    |                        |                        |                        |                        |
|  | États-Unis                | États-Unis                | 33                        | 33                        | 28 janvier |    |                        |                        |                        |                        |
|  |                           |                           | Mexique                   | Mexique                   | 27         | 27 |                        |                        |                        |                        |
|  | Mexique                   | Mexique                   | Mexique                   | Mexique                   | 27         | 27 | 30                     | 30                     |                        |                        |
|  | Mexique                   | Mexique                   |                           |                           |            |    |                        | 30                     |                        |                        |
|  | Canada                    | Canada                    | 24                        | 24                        |            |    |                        |                        |                        |                        |
|  | Canada                    | Canada                    | 24                        | 24                        |            |    |                        |                        |                        |                        |

### Demi-finale de classement
| 1 Juin 14h00 | Mexique | 30 – 24 | Canada | Centro Deportivo Olímpico Mexicano, Mexico |
| 1 Juin 14h00 | (16–10) |         |        | Centro Deportivo Olímpico Mexicano, Mexico |

### Match pour la5eplace
| 2 Juin 14h00 | États-Unis | 33 – 27 | Mexique | Centro Deportivo Olímpico Mexicano, Mexico |
| 2 Juin 14h00 | (17–18)    |         |         | Centro Deportivo Olímpico Mexicano, Mexico |

## Phase finale
|  | Demi-finales     | Demi-finales     |                        |    | Finale | Finale |
|  | Demi-finales     | Demi-finales     |                        |    | Finale | Finale |
|  |                  |                  |                        |    |        |        |
|  | 1 juin           | 1 juin           |                        |    | 2 juin | 2 juin |
|  | 1 juin           | 1 juin           |                        |    | 2 juin | 2 juin |
|  | Porto Rico       | 29               |                        |    | 2 juin | 2 juin |
|  | Porto Rico       | 29               |                        |    | 2 juin | 2 juin |
|  | Groenland        | 25               |                        |    | 2 juin | 2 juin |
|  | Groenland        | 25               | Groenland              | 22 |        |        |
|  | 1 juin           |                  | Groenland              | 22 |        |        |
|  |                  | Rép. dominicaine | 20                     |    |        |        |
|  | Cuba             | Rép. dominicaine | 20                     | 30 |        |        |
|  | Cuba             |                  |                        | 30 |        |        |
|  | Rép. dominicaine | 23               |                        |    |        |        |
|  | Rép. dominicaine | 23               | Match pour la 3e place |    |        |        |
|  |                  |                  |                        |    |        |        |
|  | 2 juin           |                  |                        |    |        |        |
|  |                  |                  |                        |    |        |        |
|  | Porto Rico       | 24               |                        |    |        |        |
|  | Porto Rico       | 24               |                        |    |        |        |
|  | Cuba             | 27               |                        |    |        |        |
|  | Cuba             | 27               |                        |    |        |        |

### Demi-finales
| 1 Juin 16h00 | Porto Rico | 29 – 25 | Groenland | Centro Deportivo Olímpico Mexicano, Mexico |
| 1 Juin 16h00 | (11–12)    |         |           | Centro Deportivo Olímpico Mexicano, Mexico |

| 1 Juin 18h00 | Cuba    | 30 – 23 | République dominicaine | Centro Deportivo Olímpico Mexicano, Mexico |
| 1 Juin 18h00 | (11–10) |         |                        | Centro Deportivo Olímpico Mexicano, Mexico |

### Match pour la3eplace
| 2 Juin 16h00 | Groenland | 22 – 20 | République dominicaine | Centro Deportivo Olímpico Mexicano, Mexico |
| 2 Juin 16h00 | (14–10)   |         |                        | Centro Deportivo Olímpico Mexicano, Mexico |

### Finale
| 2 Juin 16h00 | Porto Rico | 24 – 27 | Cuba | Centro Deportivo Olímpico Mexicano, Mexico |
| 2 Juin 16h00 | (15–14)    |         |      | Centro Deportivo Olímpico Mexicano, Mexico |

## Classement final
| Rang                                 | Équipe                 |
| ------------------------------------ | ---------------------- |
| Médaille d'or, Amérique du Nord      | Cuba                   |
| Médaille d'argent, Amérique du Nord  | Porto Rico             |
| Médaille de bronze, Amérique du Nord | Groenland              |
| 4                                    | République dominicaine |
| 5                                    | États-Unis             |
| 6                                    | Mexique                |
| 7                                    | Canada                 |